# Сахань Іван Якович
Іван Якович Сахань (нар. 1 січня 1948, село Кіндратівка Юр'ївський район Дніпропетровська область) — народний депутат 2-го скликання, міністр праці та соціальної політики України (1998—2002, 2005—2006). Генеральний директор компанії «Алюміній України» (2003—2005, від 2006 рр).

## Життєпис
Народився в родині колгоспників Якова Петровича і Марії Трохимівни. У 1966—1967 роках — тракторист колгоспу «Росія» Павлоградського району Дніпропетровської області.
У 1967—1970 роках — інструктор Павлоградського районного комітету ЛКСМУ Дніпропетровської області. Член КПРС.
У 1970—1971 роках — заступник голови колгоспу імені Щорса Павлоградського району Дніпропетровської області.
У 1971—1974 роках — 1-й секретар Павлоградського районного комітету ЛКСМУ Дніпропетровської області.
У 1974 року закінчив Дніпропетровський сільськогосподарський інститут, за фахом інженер-механік.
У 1974—1978 роках — відповідальний організатор ЦК ЛКСМУ; 2-й секретар Дніпропетровського обласного комітету ЛКСМУ.
У 1978—1980 роках — 1-й секретар Дніпропетровського обласного комітету ЛКСМУ.
З червня 1980 по 1985 рік — секретар ЦК ЛКСМ України з питань сільської та робітничої молоді.
З 1985 по лютий 1988 року — інспектор ЦК КПУ. Економічну освіту здобув під час навчання у Вищій партійній школі.
6 лютого 1988 — травень 1990 року — секретар Хмельницького обласного комітету КПУ.
26 травня 1990 — лютий 1991 року — 2-й секретар Хмельницького обласного комітету КПУ.
У 1991—1992 роках — 1-й заступник голови виконавчого комітету Хмельницької обласної ради народних депутатів.
Створив на Поділлі асоціацію підприємств легкої промисловості. У 1992—1994 роках — президент Асоціації підприємств легкої промисловості Хмельницької області
Обирався депутатом Дніпропетровської та Хмельницької обласних рад народних депутатів.
У 1994—1998 роках — народний депутат України 2-го скликання, Обраний по виборчому округу № 417 (Ярмолинецький округ, Хмельницька область). На час виборів президент Асоціації підприємств легкої промисловості, член Комуністичної партії України. Голова підкомісії Комісії Верховної Ради України з питань бюджету.
З лютого 1997 року — заступник, з серпня 1997 по червень 1998 року — 1-й заступник міністра праці та соціальної політики України. Член Ради (з 1997 р.) по роботі з кадрами при Президентові України, співголова Національної ради соціального партнерства (з 1998 р.).
25 червня 1998 — 30 листопада 2002 року — міністр праці та соціальної політики в уряді Валерія Пустовойтенка. Зберіг свою посаду в уряді Віктора Ющенка та в уряді Анатолія Кінаха. Член наглядової ради Фонду соціального страхування від нещасних випадків на виробництві та професійних захворювань (з 2000 р.). З червня 2001 року — член Державної Ради з питань пенсійної реформи.
У лютому — квітні 2002 року — 1-й заступник керівника апарату Верховної Ради України.
З квітня 2003 по 2005 рік — генеральний директор компанії «Алюміній України».
27 вересня 2005 — 4 серпня 2006 року — міністр праці та соціальної політики в уряді Юрія Єханурова.
Від 2006 року — генеральний директор компанії «Алюміній України».

## Нагороди та відзнаки
- орден «За заслуги» III ступеня (1999 р.).[7]
- Заслужений працівник соціальної сфери України (2011 р.).[8]